# Tropodiaptomus novaeguineae
Tropodiaptomus novaeguineae is een eenoogkreeftjessoort uit de familie van de Diaptomidae. De wetenschappelijke naam van de soort is voor het eerst geldig gepubliceerd in 1959 door Brehm.